# Фідель Лабарба
Фідель Лабарба (англ. Fidel LaBarba; 29 вересня 1905 — 2 жовтня 1981) — американський боксер, олімпійський чемпіон 1924 року. 

## Аматорська кар'єра
Олімпійські ігри 1924
- 1/16 фіналу. Переміг Ернеста Вавріка (Велика Британія)
- 1/8 фіналу. Переміг Джетано Ланці (Італія)
- 1/4 фіналу. Переміг Стефана Ренні (Канада)
- 1/2 фіналу. Переміг Рінальдо Кастеліні (Італія)
- Фінал. Переміг Джеймса Маккензі (Велика Британія)